# Theodor Gebre Selassie
Theodor Gebre Selassie (Třebíč, República Checa, 24 de diciembre de 1986) es un exfutbolista checo-etíope que jugaba de defensa.

## Selección nacional
Fue internacional con la selección de fútbol de la República Checa, con la que jugó 54 partidos y anotó tres goles. Es el primer jugador negro en el equipo nacional de la República Checa. Fue convocado para la Eurocopa 2012, donde jugó los cuatro partidos que disputó su selección.

## Clubes
| Club                          | País            | Año       |
| ----------------------------- | --------------- | --------- |
| F. C. Vysočina Jihlava        | República Checa | 2005-2007 |
| F. C. Velké Meziříčí (cedido) | República Checa | 2006-2007 |
| S. K. Slavia Praga            | República Checa | 2007-2008 |
| F. C. Slovan Liberec          | República Checa | 2008-2012 |
| SV Werder Bremen              | Alemania        | 2012-2021 |
| F. C. Slovan Liberec          | República Checa | 2021-2023 |

## Palmarés

### Títulos nacionales
| Título                               | Club                 | País            | Año  |
| ------------------------------------ | -------------------- | --------------- | ---- |
| Liga de Fútbol de la República Checa | S. K. Slavia Praga   | República Checa | 2008 |
| Liga de Fútbol de la República Checa | F. C. Slovan Liberec | República Checa | 2012 |

## Vida privada
Su padre, Chamola, es etíope y llegó al país como médico durante la etapa comunista. Su madre, Jana, es checa y maestra de escuela. Tiene una hermana menor llamada Anna, que juega para la selección femenina de balonmano de la República Checa.